# Sarkozy et la presse, histoire d'un désamour
Sarkozy et la presse, histoire d'un désamour est un essai de Hélène Pilichowski publié le 1er janvier 2012 par les éditions Jean-Claude Lattès. Les relations presse de Nicolas Sarkozy en sont le thème.